# Droit des marques en France
En France, le droit des marques fait partie de la propriété industrielle qui est l’une des deux branches de la propriété intellectuelle. Les lois et décrets relatifs au droit des marques sont donc regroupés principalement dans le livre VII de la deuxième partie du Code de la propriété intellectuelle.

## Cadre juridique
L’article L. 711-1 du code de la propriété intellectuelle dispose que :

« La marque de produits ou de services est un signe servant à distinguer les produits ou services d'une personne physique ou morale de ceux d'autres personnes physiques ou morales.
Ce signe doit pouvoir être représenté dans le registre national des marques de manière à permettre à toute personne de déterminer précisément et clairement l'objet de la protection conférée à son titulaire. »

Les couleurs sont des signes pouvant être déposés comme une marque, mais ces dernières sont rarement admises. Les cas de dépôt de couleur comme marque sont peu nombreux mais révélateurs, tels que le bleu de la marque Decathlon qui a été admis pour le protéger vis-à-vis d’un club sportif qui voulait l’utiliser, ou encore le violet Milka.
Dans la continuité, un bâtiment, ou un paysage peuvent être considérés comme des signes pouvant mener à un dépôt de marque, cependant lorsque le dessin représente une personne physique, elles ou leurs ayants droit peuvent s’opposer. Dans le cas d’une œuvre, après 70 ans après la mort de l’auteur, l’œuvre en question tombe automatiquement dans le domaine public, donc plus soumis à la protection des droits d’auteur et peut-être utilisé comme tel. Cependant, certains monuments publics ne peuvent pas être pris à titre de marque car ils sont trop représentatifs (ex: le Mont Blanc).

### Protection
En France, la marque est valable 10 ans à partir de sa date de dépôt (renouvelable sans limite), le monopole est acquis à compter de la publication de l'enregistrement au bulletin officiel de la propriété industrielle. Si elle n'a pas été utilisée au cours des cinq dernières années, elle peut faire l'objet d'une action en déchéance pour non usage. Même si elle n'a pas été enregistrée, une marque « notoirement connue » comme appartenant à une personne est également protégée,.
Une fois une marque enregistrée, il convient de mettre en place une surveillance afin de continuer de protéger cette dernière, notamment afin de pouvoir s’opposer en temps utile à l’enregistrement de marques identiques ou similaires qui pourraient créer la confusion.
Pour continuer de protéger la marque et de maintenir ses droits, il est possible d’engager plusieurs actions et recours juridiques.
La vraie nature du droit d’une marque déposée: c’est un titre de propriété. La forme de cette protection est différente de la protection de biens, il s’agit ici d’un droit immatériel.
Le droit des marques offre une protection par la nullité et par l’opposition.
Pour chaque marque, l'INPI  va contrôler les motifs absolus de refus d’enregistrement d’une marque (au moment du dépôt). Les motifs sont les suivants : refus des signes ne pouvant constituer des marques, refus des signes non distinctifs : signes génériques ou descriptifs et refus des signes illicites.
Cependant, l’INPI ne contrôle pas les motifs relatifs d’enregistrement d’une marque, c’est-à-dire qu'à défaut d'opposition l'INPI ne va refuser une marque du fait de l'existence de droits antérieurs, il est donc nécessaire d’assurer une veille. Cette veille permet deux recours : l’opposition à l’enregistrement d’une marque dans les 2 mois suivant sa publication, ou une procédure en annulation devant l’INPI après que la marque ait été enregistrée.
La procédure d'opposition de marque est gérée par l’INPI. Cette procédure permet aux tiers de faire valoir leurs droits antérieurs pour obtenir le refus de l'enregistrement de marque.
Il est possible d’effectuer un recours en nullité afin d’obtenir l’annulation d’une marque déposée. Il existe alors deux recours : l’action en nullité par voie principale (une fois que les 2 mois suivant sa publication se sont écoulés) qui prévoit un délai de 5 ans pour agir, à compter de l’enregistrement. Il existe ensuite l’action en nullité en réplique : en cas de procès pour contrefaçon, il est possible de rétorquer par une action en nullité en réplique. Il n’y a pas de prescription à cette action.
La contrefaçon est le fait pour un autre que le titulaire du droit ou son licencié, d’exploiter le monopole conféré par le droit de la propriété intellectuelle. Une action en contrefaçon est possible s’il existe un usage de la marque sans autorisation, pour des produits et/ou services identiques ou similaires à ceux pour lesquels la marque est enregistrée et si cette contrefaçon porte atteinte aux fonctions de la marque, ou que cette marque soit utilisée à des fins commerciales. (cf : page Contrefaçon en droit français)

## Sigles liés au dépôt de marque
Les symboles « ™ » et « ® » sont couramment apposés après une marque. Par exemple : « La marque™ » ou « La marque ® ». En revanche, dans les pays de droit civil (tels que la France ou la Belgique), ils n'ont aucune valeur légale.

## Dépôt
| Pays   | La marque se dépose auprès de                         |
| ------ | ----------------------------------------------------- |
| France | Institut national de la propriété industrielle (INPI) |

## Noms de domaine
À l'inverse des marques, il n'existe à ce jour aucun code du droit en matière de noms de domaine. L'absence de loi et de réglementation précise alimente les discussions autour du statut juridique du nom de domaine.
L'Association française pour le nommage Internet en coopération a choisi d'attribuer les noms de domaine .fr et .re (pour La Réunion) en respectant le principe de territorialité et d'identification de tous les titulaires. Elle a pour cela choisi d'élaborer une charte de nommage pour chacune des extensions gérées. Attention cependant, l'Afnic n'a pas pour mission la recherche de droits antérieurs liés à l'utilisation d'une marque correspondant à un nom de domaine.
Ceci n'est qu'un aspect de la gouvernance d'Internet.
En France, l'utilisation d'un nom de domaine qui porterait atteinte au propriétaire d'une marque peut être sanctionnée soit pour contrefaçon soit pour agissement parasitaire (cf. par exemple Milka contre Kraft Foods). Dans l'hypothèse où le nom de domaine est déposé antérieurement à la marque et est exploité, le propriétaire du nom de domaine peut s'opposer à l'enregistrement de la marque. La jurisprudence a admis cette action dans des affaires où la mauvaise foi du dépositaire de la marque était démontrée. Un nom de domaine utilisé peut servir de fondement à une opposition de marque à l'INPI.